# Hans van Oudenaarden
Hans van Oudenaarden (Vlaardingen, 1959) is een Nederlands striptekenaar.
Van Oudenaarden studeerde af als bioloog maar koos na zijn eerste opdracht als ghostwriter om professioneel tekenaar te worden.
Van Oudenaarden startte zijn loopbaan als striptekenaar bij Donald Duck. Voor het vrolijke weekblad tekende hij talloze wolven- en eendenverhalen en diverse covers. Ook werkte hij als ghost artist voor onder andere Sjors en Sjimmie en Jan, Jans en de kinderen. 
Daarnaast was hij actief als reclametekenaar voor onder andere Renault, de Postbank, Super de Boer en de Hartstichting en werkte hij mee aan animaties voor bijvoorbeeld Pepsi Cola, SOA-bestrijding en Postbus 51. Naast het ghostwork en de reclametekeningen werkte Van Oudenaarden ook altijd aan ‘eigen’ strips. In 1994 verscheen Van Oudenaardens strip Dave in Sjors en Sjimmie stripblad (van uitgeverij Big Balloon). In 1999 publiceerde Hans van Oudenaarden onder het pseudoniem El Grinco de erotische strip De kleine dood in het Spaanse Kiss Comix en in het Franse La poudre aux rêves.
In 2002 werd Van Oudenaarden via zijn agentschap Comic House gevraagd om voor het Algemeen Dagblad een nieuwe avonturenstrip te tekenen. Het betrof een strip over Bob Evers, de naamgever van de jongensboekenserie van Willy van der Heide, die vanaf de jaren vijftig van de twintigste eeuw bijzonder populair was. Het idee om Bob Evers te verstrippen kwam, evenals het scenario van de eerste strip, Een vliegtuigsmokkel met verrassingen, van de hand van Koen Wynkoop. Na onenigheid tussen Van Oudenaarden en Wynkoop werd Frank Jonker scenarist van de daaropvolgende Bob Evers strips. 
In 2009 is een Bob Evers-stripverhaal gepubliceerd in Eppo. Inmiddels zijn vijf verhalen ook als album gepubliceerd.
Met zijn partner Caroline van der Lee maakt hij de sitcomic Puppy from hell. Deze strip over een schattige collie en een chagrijnige kat, wordt gepubliceerd in de Stripnieuws. De strip was gebaseerd op  hun toenmalige hond en kat.
Sinds januari 2013 staat Help me, Rhonda in Eppo Stripblad. Van Oudenaarden startte deze strip begin jaren negentig. Het idee was van Hanco Kolk. Door allerlei omstandigheden heeft Rhonda echter jaren in de koelkast gelegen. Een toevallige ontmoeting tussen Kolk en Van Oudenaarden in Kasteel Groeneveld had als gevolg dat Van Oudenaarden de strip weer heeft opgepakt. In 2016 verscheen het tweede deel, Rebecca. In 2018 verscheen ten slotte het derde en laatste deel, Route 66 genaamd.

## Erkenning
- In 1987 won hij de Titanic-prijs voor nieuw talent met het realistisch getekende verhaal Corn.
- In 2023 ontving Van Oudenaarden de Stripschapprijs. De prijs werd uitgereikt in het Groninger Storyworld, een museum voor strips, animatie en games.[2] In zijn speech ging hij in op de groeiende invloed van kunstmatige intelligentie (A.I.) en het trainen van algoritmes.

- International Standard Name Identifier: 0000 0003 9716 1195
- Nederlandse Thesaurus van Auteursnamen: 268921830
- Virtual International Authority File: 292261503